# 胜观镇
胜观镇，是中华人民共和国四川省南充市高坪区下辖的一个乡镇级行政单位。2019年10月，撤销鄢家乡，将其所属行政区域划归胜观镇管辖。

## 行政区划
胜观镇下辖以下地区：
金城社区、胜观桥村、大荆山村、矮子桥村、东林寺村、太平桥村、半边寨村、周寺祠村、龙迴寺村、龙王塘村、三台山村、抱房沟村和九倒拐村，广福寺村、石坝子村、金锁桥村、高木桥村、灯台山村、四方坡村和土巴寨村。